# Piero Cipollone
Piero Cipollone (3 de enero de 1962) es un economista y banquero central italiano que se ha desempeñado como vicegobernador del Banco de Italia. En noviembre de 2023, finalizó prematuramente su mandato para unirse al Comité Ejecutivo del Banco Central Europeo sucediendo a Fabio Panetta. Su nombramiento en el BCE fue apoyado en el Parlamento Europeo por 509 votos (54 votos en contra, 40 abstenciones).
Cipollone está casado y tiene dos hijos.
Antes de unirse al Banco de Italia, Cipollone ocupó varios puestos de alto nivel, como asesor económico del Primer Ministro de Italia y director ejecutivo del Banco Mundial.